# Pardo's Push
Pardo's Push là cuộc diễn tập trên không do Đại úy (Trung tá Không quân đã nghỉ hưu) John R. "Bob" Pardo (1934–2023) thuộc Không quân Mỹ thực hiện để di chuyển chiếc F-4 Phantom II bị hư hỏng nặng của phi công phụ đến không phận an toàn trong Chiến tranh Việt Nam.

## Tổng quan

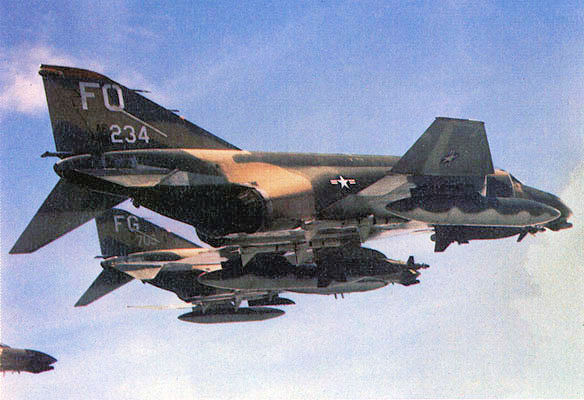
Máy bay F-4D thuộc Phi đoàn Tiêm kích Chiến thuật số 8 xuất phát từ Căn cứ Không quân Hoàng gia Thái Lan Ubon.

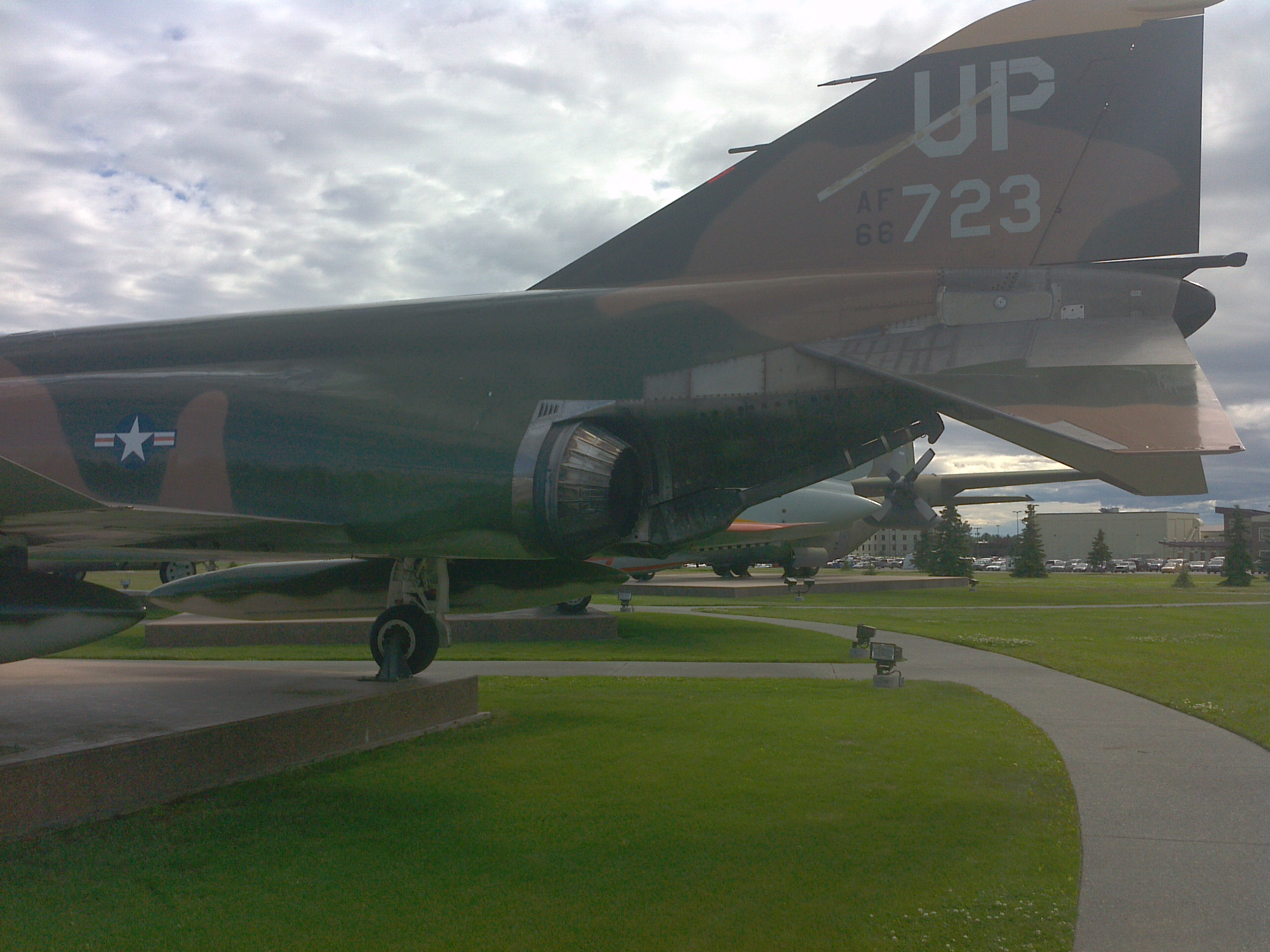
Móc đuôi của máy bay F-4C Phantom II được trưng bày tại Căn cứ Liên hợp Elmendorf-Richardson.

Đại úy Bob Pardo (cùng sĩ quan hệ thống vũ khí Trung úy Steve Wayne) và phi công phụ Đại úy Earl Aman (cùng sĩ quan hệ thống vũ khí Trung úy Robert Houghton) được giới chức không quân điều chuyển vào Phi đoàn Tiêm kích Chiến thuật số 8, Phi đội Tiêm kích Chiến thuật số 433, tại Căn cứ Không quân Hoàng gia Thái Lan Ubon ở Thái Lan. Tháng 3 năm 1967, họ đang cố gắng không kích một nhà máy thép bên trong lãnh thổ Việt Nam Dân chủ Cộng hòa, ngay phía bắc thủ đô Hà Nội.
Ngày 10 tháng 3 năm 1967, bầu trời quang đãng để ném bom, nhưng cả hai chiếc F-4 Phantom II đều bị hỏa lực phòng không của đối phương bắn trúng. Máy bay của Aman bị hư hại nặng nhất; thùng nhiên liệu của máy bay đã bị trúng đạn, và máy bay nhanh chóng cạn hầu hết nhiên liệu. Sau đó, Aman và Houghton xác định rằng họ không có đủ nhiên liệu để bay đến máy bay tiếp dầu KC-135 trên bầu trời Lào. Để tránh việc Aman và Houghton phải nhảy dù xuống vùng lãnh thổ thù địch, Pardo quyết định ráng sức đẩy máy bay. Đầu tiên, Pardo thử đẩy máy bay bằng ngăn dù kéo của Aman nhưng nhiễu động đã cản trở động tác này.
Pardo sau đó cố gắng sử dụng móc đuôi của Aman để đẩy máy bay. Phantom, ban đầu được thiết kế như một máy bay hải quân cho Hải quân Mỹ và Thủy quân Lục chiến Mỹ, được trang bị một móc đuôi hạng nặng để hạ cánh trên tàu sân bay và nhằm thu hồi khẩn cấp trên bờ. Aman hạ móc đuôi của mình xuống và Pardo di chuyển ra sau Aman cho đến khi móc đuôi chạm vào kính chắn gió của Pardo. Sau đó, Aman tắt cả hai động cơ phản lực J79 của mình. Động tác đẩy có hiệu quả, làm giảm đáng kể tốc độ hạ độ cao, nhưng móc đuôi lại trượt khỏi kính chắn gió sau mỗi 15 đến 30 giây và mỗi lần như vậy, Pardo phải định vị lại máy bay của mình để thực hiện lại. Pardo cũng vật lộn với một đám cháy ở một trong những động cơ của chính mình và cuối cùng phải tắt nó. Trong 10 phút còn lại của thời gian bay, Pardo đã sử dụng một động cơ cuối cùng để làm chậm quá trình hạ độ cao của cả hai máy bay.
Vì máy bay của Pardo hết nhiên liệu sau khi đẩy máy bay của Aman đi gần 88 dặm (142 km), những máy bay này đã đến không phận Lào ở độ cao 6.000 foot (1.800 m). Điều này khiến họ chỉ còn khoảng hai phút bay. Toán phi công và sĩ quan hệ thống vũ khí của họ đã phóng ra ngoài, tránh bị bắt và được trực thăng cứu hộ tới đón. Pardo lúc đầu bị cấp trên khiển trách vì không cứu được máy bay của chính mình. Tuy nhiên, vào năm 1989, quân đội Mỹ đã xem xét lại vụ việc và đồng ý trao tặng cho cả Pardo và Wayne Huân chương Ngôi sao Bạc vì hành động này, hai thập kỷ sau biến cố.